# Leuritus termitophilus
Leuritus termitophilus är en mångfotingart som beskrevs av Chamberlin 1923. Leuritus termitophilus ingår i släktet Leuritus och familjen fingerdubbelfotingar. Inga underarter finns listade i Catalogue of Life.